# Ulba (Tungurahua)
Ulba ist eine Ortschaft und eine Parroquia rural („ländliches Kirchspiel“) im Kanton Baños de Agua Santa der ecuadorianischen Provinz Tungurahua. Die Parroquia besitzt eine Fläche von 88,2 km². Die Einwohnerzahl lag im Jahr 2010 bei 2532.

## Lage
Ulba liegt 3 km östlich von Baños im Durchbruchstals des Río Pastaza auf einer Höhe von 1710 m. Der Río Pastaza durchschneidet die Andenkette der Cordillera Real. Bei Ulba münden der Río Ulba von Süden sowie der Río Muyo (auch Río Verde Chico) von Norden in den Río Pastaza. Unterhalb von Ulba befindet sich die Agoyán-Talsperre sowie 2 km flussabwärts das zugehörige Wasserkraftwerk. Die Parroquia erstreckt sich über einen 7,5 km langen Talabschnitt und umfasst einen Teil der Talhänge. Im Norden erreicht der Kanton im Cerro Santa Ana eine Höhe von 3703 m. Die Fernstraße E30 (Baños-Puyo) verläuft entlang dem Flusslauf des Río Pastaza. Der Norden der Parroquia liegt innerhalb des Nationalparks Llanganates.
Neben dem Hauptort gehören zur Parroquia Ulba folgende Siedlungen:
- Agoyán
- Chamana
- Nuevo Juive Grande
- La Ciénaga
- Lligñay
- El Porvenir
- Río Blanco
- Río Verde Chico
- Vizcaya